# 天鷹翱翔

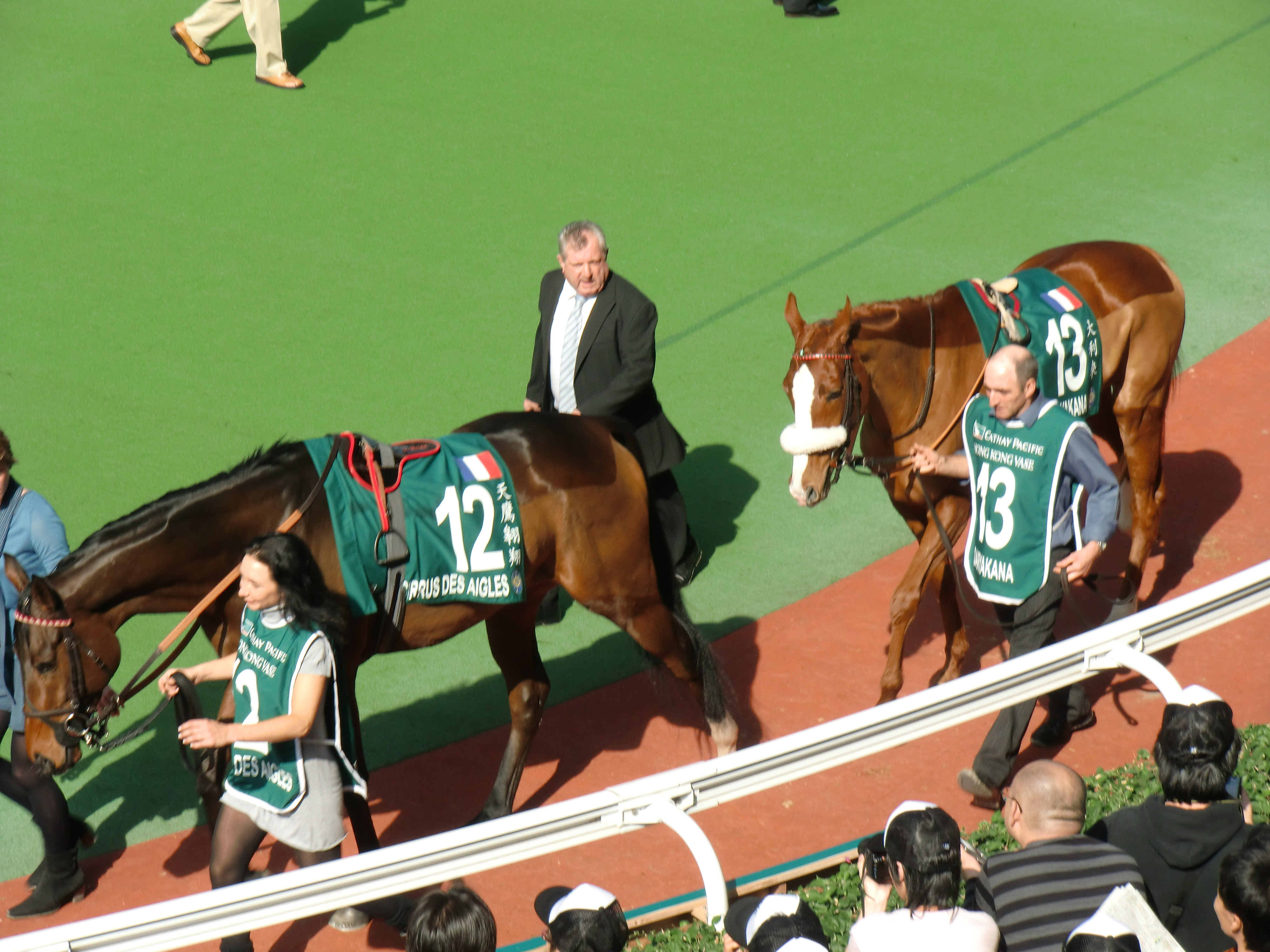
天鷹翱翔 (左)角逐2009年香港瓶。

天鷹翱翔（Cirrus des Aigles），是法國出生及訓練的競賽馬匹，曾攻下冠軍錦標等一級賽冠軍，另外此駒雖然在世界排名位於前列，但因為閹馬關係，未能角逐三歲馬賽事以及凱旋門大賽。
它征戰七載，足跡遍布法國、英國、日本、愛爾蘭、香港和阿聯酋等地，取得67戰22冠26次進三甲的傲人成績。

## 國際一級賽冠軍
- 2011年冠軍錦標（2011 Champion Stakes ，2012米）
- 2012年迪拜司馬經典賽（2014 Dubai Sheema Classic，2410米）
- 2012，2014，2015年根利錦標（2012/14/15 Prix Ganay，2100米）
- 2014年伊斯法罕錦標（2014 Prix d'Ispahan，1850米）
- 2014年加冕杯（2014 Coronation Cup ，2423米）

## 獎項
2011年卡地亞年度最佳年長馬（European Champion Older Horse）

## 外部連結
- Racingpost.com賽績（页面存档备份，存于）